# Houat

Houat este o comună în departamentul Morbihan, Franța. În 1 ianuarie 2022 avea o populație de 214 de locuitori.